# Вышгород (Таллин)
Вышгород (нем. Domberg, швед. Domberget, то есть «соборный холм»), или Тоомпеа (эст. Toompea) — возвышенная часть Старого города в Таллине, представляющая собой известняковый холм высотой 48 метров с крутыми склонами вытянутой формы и плоской вершиной площадью около 7 га (400×250 м). В фольклоре известен как насыпь над погребением легендарного богатыря-великана Калева, устроенная в его память безутешной вдовой.
В средневековье Вышгород делился на Большое городище, Малое городище и прилегающие территории. В XIII—XIV веках на каменистой возвышенности была построена датская крепость — Castrum Danorum. В ней доминирует 48-метровая башня «Длинный Герман» (эст. Pikk Hermann), возведённая в 1360—1370 годах. Национальный флаг на вершине «Длинного Германа» является одним из государственных символов Эстонии. Под защитой крепостных стен находился главный храм средневекового города — Домский собор.
Население Вышгорода было дворянско-феодальным, не занимавшимся торговлей или ремёслами, что определяло особенности застройки Вышгорода в сравнении с торгово-ремесленной застройкой нижнего города. Дворянские резиденции и вся жилая застройка Вышгорода погибли в грандиозном пожаре 1684 года, но затем были отстроены заново.
В правление Екатерины II жилые покои в крепости были перестроены в стиле, переходном от барокко к классицизму, для размещения генерал-губернаторской резиденции. Напротив главного входа в губернаторский дворец был построен большой православный собор Александра Невского (1900). После обретения независимости в дворцовом комплексе расположился парламент Эстонии — Рийгикогу. Для этой цели в 1930-е годы была проведена реконструкция: отстроен новый корпус в стиле экспрессионизма; появилось южное крыло, искусно стилизованное под соседние барочные постройки, а перед дворцом разбит Губернаторский сад.
Среди туристов популярностью пользуются смотровые площадки Вышгорода с видами на Старый город и Таллинский залив. Поднявшись по лестнице Паткули рядом с домом Стенбока (резиденцией правительства страны), можно попасть на смотровую площадку Паткули, откуда хорошо видно наиболее сохранившуюся часть крепостной стены с многочисленными башнями и церковь Олевисте. Со смотровой площадки Кохтуотса в конце улицы Кохту хорошо виден район Нигулисте и ратуша, а через платную подзорную трубу можно разглядеть даже пляжи Пирита.

## Геология и топография
Являясь по происхождению реликтовым глинтовым островом, Тоомпеа расположен на расстоянии 1,5 км на северо-запад от Северо-Эстонского известнякового плато (который является частью Балтийско-Ладожского глинта), с которым связан «позвоночником» из песчаника с пологими склонами. С востока, севера и запада склоны обрывисты, а южный более пологий. Верхний слой холма состоит из известняка Ордовикского периода (толщиной до 5 метров), который является основным камнем, видимым на обрыве. Однако большая часть обрыва скрыта за защитной стеной и известняк видно только в нескольких местах. Тоомпеа впервые стал островом в Балтийском ледниковом озере более 10 000 лет назад.

## Мифология
В эстонской мифологии Тоомпеа известен как курган над могилой великана Калева, построенный его безутешной вдовой Линдой, как описано в национальном эпосе «Калевипоэг»: 
Линда оплакивала Калева месяц за месяцем пока не прошло три месяца, а четвертый подходил к концу. Она насыпала пирамиду из камней над его могилой, которая сформировала холм, где теперь стоит собор Равеля

## История
Считается, что первое укрепление на холме было создано населением мааконда Ревала в X—XI веках. Укрепленное поселение позднего железного века, вероятно, имело мало постоянных жителей, а использовалось сезонно для защиты гавани и рынка возле него. Точное расположение поселения неизвестно, но считается, что оно занимало небольшую часть Тоомпеа или его, на то время, самую высокую точку немного на юго-восток от современного собора или на северном конце холма. Ранние археологические артефакты, найденные на холме, датируются преимущественно второй половиной XII века — первой половиной XIII века. Меньшая же часть находок поддерживает теорию, что укрепление существовало уже в эпоху викингов.

### Средневековье
Укрепленный форт упоминается в «Хронике Ливонии», в повествовании о Ливонском крестовом походе на городище эстов Линданисе (дан. Lyndanisse, швед. Lindanäs). Летом 1219 года король Дании Вальдемар II атаковал город. Его воины захватили оставленный форт и того же лета начали строительство нового замка на его месте, который позже назвали Castrum Danorum. После битвы при Лиданисе, которая состоялась возле замка и завершилась победой датчан над эстонцами, на холме был построен собор, хотя, вероятно, не на том месте, где стоит современный собор Девы Марии. По легенде именно в этой битве датчанам был явлен флаг Дании.
Летом 1227 года замок Тоомпеа был завоеван ливонским орденом меченосцев, которые сразу после завоевания стали укреплять холм. Плато было разделено на три части: Малый замок, Большой замок и внешний двор (наиболее южная часть плато перед двумя замками). Первый каменный замок ордена (Малый замок) был построен на юго-западном конце плато в 1227—1229 годах. Первоначальный замок по форме был похож на его более поздние расширения, но был несколько меньше. Замок был возвращен Дании по договору 1238 года и остался в ее собственности (вместе с остальной северной Эстонией или же Датской Эстонией) следующие 138 лет.
В 1240 году была завершена постройка собора на месте, где он стоит сейчас, а во второй половине XIII столетия Тоомпеа (Большой замок) был окружен стеной по периметру холма, который был построен преимущественно вассалами, которые владели там земельными наделами. Примерно в тот же период Тоомпеа начало развиваться как центр местной власти, духовенства и шляхты северной Эстонии. Большинство вассалов выбрали Тоомпеа местом своих резиденций, поскольку жизнь в сельской местности на завоеванных землях считалась слишком опасной; на конец 13-го века Большой замок был плотно заселен.
Тогда же возникло чёткое разделение между Тоомпеа и Нижним городом, который имел свои собственные органы управления, — не позднее 1248 года, когда король Дании Эрик IV даровал городу любекские городские права. В 1265 году Нижний город был исключен из подчинения кастеляна, а с 1288 года распорядители замка потеряли право судить жителей Нижнего города. 
Строительство и расширение обоих замков продолжалось в последующие века. В первой половине XIV века южная стена Большого замка была реконструирована, а его ров соединен с восточным рвом Малого замка. После этого южная и юго-восточная стороны плато были окружены стеной, и образовался внешний двор двух замков. Замок в целом тогда имел два выхода — более важный через южные ворота внешнего двора, через который шёл путь к холму Тынисмяги, и через вторые ворота на восточной стороне — он совмещал Тоомпеа с Нижним городом через улицы Люхике-Ялг и Пикк-Ялг.
После восстания Юрьевой ночи (1343—1345), Дания продала в 1346 году свои владения в северной Эстонии Ливонскому ордену, правившему там следующие 215 лет. Таллин (Нижний город) сохранил свою Любекские городские права и лишь номинально зависел от феодальной системы. Это позволило ему развиться в красивый ганзейский город. А Тоомпеа, оставшись феодальным городом, политически и социально был противоположен Нижнему городу. Пределы этих двух городов были зафиксированы в 1348 году, когда 220 гектаров земель Нижнего города были переданы Тоомпеа (эта территория на юго-западе от холма в последующие века была застроена пригородами Тоомпеа (современные кварталы Таллина Тынисмяэ, Кассисаба и Кельмикюла) и называлась «Соборные земли» вплоть до XX века).
После возвращения к Тоомпеа ливонский орден начал расширять замок и превратил его в орденскую крепость (нем. Ordensburg), самый прочный на северных территориях ордена символ военной и политической власти. Были построены новые высокие наружные стены, рвы углублены и расширены. Первая часть башни «Длинный Герман» высотой 35 метров была завершена в 1371 году (в XVI веке башня была перестроена до большей высоты). «Длинный Герман» была первой башней в Таллине, приспособленной для защиты в эру огнестрельного оружия. Стены Большого замка также были усилены 14-ю новыми башнями, включая «Часовую башню», которая имела ворота — единственный выход из Большого замка до конца XIV века.

### Шведское и российское правление
Власти Ревеля приняли шведское подданство во время Ливонской войны. Шведская корона владела городом (самым населённым в балтийской части её империи) до Великой Северной войны, когда Ревель был сдан русским войскам.
Когда Ревель капитулировал перед шведским королем Эриком XIV в 1561 году, он решил не менять status quo в отношениях между Тоомпеа и Нижним городом. Тоомпеа, как отдельный город (нем. Dom zu Reval, Ревельский собор) с собственной администрацией, имел ряд отдельных прав и привилегий, последние из которых оставались вплоть до 1889 года. Тоомпеа и Таллин были объединены в один город в 1785—1796 годах, а с 1805 года два города были объединены в один полицейский район. Тоомпеа был окончательно объединен с Таллином (Нижним городом) только в 1878 году, когда в период русификации законы, регулировавшие отношения между двумя городами, были заменены российским административным правом. Тоомпеа имел особое частное право до 1944 года.
1684 года Тоомпеа претерпел наиболее разрушительный пожар в его истории (хотя город уже горел в 1288, 1433, 1553 и 1581 годах), которая уничтожила большинство зданий Большого замка, включая собор. Малого замка пожар не коснулся. Этот пожар является одной из причин того, почему архитектурно Тоомпеа отличается от Нижнего города.
В конце XVII века было разработано несколько планов по усилению фортификаций Тоомпеа и Таллина земляными работами и современными бастионами. Но хотя планы Эрика Дальберга были одобрены в 1686 году, строительство шло медленно из-за финансовых проблем. К началу Северной войны были завершены только два бастиона вокруг Тоомпеа — Шведский и Ингерманландский, оба на южной стороне.
После завершения Северной войны Ревельская крепость потеряла былое значение. В 1767—1773 годах Иоганн Шульц полностью перестроил восточное крыло замка в губернаторский дворец, для чего пришлось снести юго-восточную башню замка (нем. Stür den Kerl) и засыпать рвы; одновременно внешний двор замков был превращен в площадь (эст. Lossi plats, Замковая площадь). К правлению Екатерины II относится и дом Стенбока, предназначавшийся для размещения губернского суда и доминирующий в панораме северной части Вышгорода.
В 1857 году Ревель был исключен из перечня крепостей Российской империи, что позволило построить три новых улицы с южной стороны Тоомпеа через бывшие защитные сооружения: Фальги (1856—1857 гг.), которая вела на запад к Рогервикскому тракту, улицу Тоомпеа (1860—1861 гг.), которая вела на юг к холму Тынисмяги и улицу Команданди, которая вела на восток до Харьюских ворот, где сейчас стоит монумент Победы в войне за независимость.
Общий вид Тоомпеа значительно изменился, когда в 1894—1900 годах там был построен контрастирующий с окружающей застройкой собор Александра Невского. Собор на Замковой площади напротив дворца Тоомпеа был возведен как символ имперской власти и российского господства. Место его расположения и броский русский стиль вызывали сопротивление многих ревельцев ещё во время строительства, а после обретения Эстонией независимости в 1918 году его предлагали даже снести.
Когда в 1903 году  у северного конца холма Тоомпеа была построена лестница Паткули, Тоомпеа получил новый вход в направлении от железнодорожного вокзала Таллина.

## Тоомпеа сегодня
На протяжении всей истории города Вышгород служил местом пребывания правителей и власти. Сегодня здесь находятся правительство Эстонии и Рийгикогу (парламент), оба из которых неофициально называют также Тоомпеа. Рийгикогу размещается в замке Тоомпеа, расположенном в юго-западной части холма. Самой высокой частью замка является башня «Длинный Герман», государственный флаг на вершине которой является одним из символов действующей государственной власти. 
В сильно перестроенном замке Тоомпеа (включает дворец губернатора времен Российской империи, стены и башни средневековой крепости, экспрессионистское здание парламента 1922 года и несколько других зданий) сейчас размещается парламент Эстонии. Фасад губернаторского дворца доминировал на Замковой площади до того, как сто лет назад там был построен собор Александра Невского. Сегодня собор является главным храмом Эстонской православной церкви Московского патриархата. Для туристов он стал определенным символом Таллина благодаря его экзотическому для города виду, но эстонцы до сих пор относятся к нему неоднозначно. Лютеранский Домский собор, от которого пошло название холма Тоомпеа, сейчас является главным храмом Эстонской евангелическо-лютеранской церкви. Большинство же зданий на холме относятся к XVIII—XIX векам. И хотя Малый замок в основном сохранил свою форму, от Большого замка не осталось ничего кроме фрагментов стен и башен.
Другими достойными внимания местами на Тоомпеа является резиденция правительства Эстонии (известная как дом Стенбока) и дом эстляндского рыцарства, в котором с начала 1990-х до 2005 года размещался Эстонский художественный музей, а с 2009 года он временно используется Эстонской академией искусств. Академия наук Эстонии также имеет штаб-квартиру на Тоомпеа — во дворце Унгерн-Штернбергов (где между Первой и Второй мировыми войнами размещалось культурное самоуправление местных немцев). В бывших дворянских резиденциях на Тоомпеа также расположены посольства нескольких стран — Финляндии, Нидерландов, Португалии и офис посольства Канады.
На холме с разных сторон обустроено пять смотровых площадок, с которых открываются красивые виды на Нижний город. Один из самых популярных у туристов парков — Сад датского короля — соединяется с Нижним городом живописными улочками Люхике-Ялг («Короткая нога») и Пикк-Ялг («Длинная нога»). В конце последней стоит одноимённая проездная башня, на протяжении столетий служившая главными воротами Тоомпеа со стороны Нижнего города.

## Улицы и площади
улица Кирику

переулок Кирику

площадь Кирику

улица Кохту

площадь Лосси

улица Люхике-Ялг

улица Пикк-Ялг

улица Пийскопи

улица Рахукохту

улица Руту

улица Тоом-Кооли

улица Тоомпеа

улица Тоом-Рюйтли

## Мемориальные доски и памятники
- Мемориальная доска-барельеф режиссёру Вольдемару Пансо (Тоом-Кооли, д. 4)
- Мемориальная доска педагогу Эльфриде Лендер (эст. Elfriede Lender) (Тоом-Рюйтли, д. 12)[4]